# 豪侠 (电影)
《豪侠》（英語：TheLast Hurrah for Chivalry）是1979年上映的一部香港電影，由吴宇森执导，刘天赐编剧，刘松仁等領銜主演。该电影主要讲述的是两个被人利用的剑客决定合作的故事。

## 劇情簡介
有两个剑客被另外一个人利用，并因此而自相残杀，随后得知真相的二人决定一起除掉这个人。

## 演员
- 刘松仁
- 韦白
- 刘江
- 魏秋桦
- 冯克安
- 李海生
- 杜伟和
- 泰山
- 冯润泉
- 王光裕
- 陈绍佳
- 徐发
- 江全
- 何其昌
- 徐建华
- 罗强
- 黄虾
- 谭宝
- 亦嘉

## 相關連結
- 互联网电影数据库（IMDb）上《豪侠》的资料（英文）
- 豆瓣电影上《豪侠》的資料 （简体中文）
- 香港影庫上《豪侠》的資料（繁體中文）